# نیکلای ایوانوف
نیکلای ونیامینی ایوانوف (ارمنی: Նիկոլայ Վենիամինի Իվանով؛ زادهٔ ۱۰ دسامبر ۱۹۵۲) یک  سیاستمدار اهل ارمنستان است که از تاریخ ۱۹۹۰ تا تاریخ ۱۹۹۵ سمت نمایندگی دوره اول شورای عالی جمهوری ارمنستان را برعهده داشت.

## زندگی‌نامه
در 	۱۰ دسامبر ۱۹۵۲ ‏در ارمنستان به دنیا آمد . 